# منتخب الرأس الأخضر لكرة القدم للسيدات
منتخب الرأس الأخضر لكرة القدم للسيدات هو ممثل الرأس الأخضر الرسمي في المنافسات الدولية في كرة القدم للسيدات، يديريه اتحاد الرأس الأخضر لكرة القدم.